# Добрава (река)
Добрава је десна притока Саве у северозападној Србији. Дугачка је 31 km са површином слива 361 km². Добрава извире на планини Цер, а улива се у Саву низводно од Шапца.
Изворни део слива на Церу састављен је од палеозојских цена, крилни делови од неогених морских наслага с мањим изданцима мезозојских крекњака, а доњи део од нлађих терасних седимената и алувијалних наслага.
Добравина долина има проширење код Вукошића, чији је јужни део под водом и назива се Вукошићка бара
Долина Добраве је плитка и широка.